# Gudrun Schaade
Gudrun Schaade (* 1942 in München) ist eine deutsche Ergotherapeutin, Fachbuchautorin und Dozentin. Ihr Schwerpunkt ist die Therapie und Begleitung demenziell erkrankter Menschen. 

## Leben
Schaade ist seit 1965 Ergotherapeutin und arbeitete zunächst hauptsächlich mit querschnittgelähmten Menschen in Hamburg. Nach einer Kinderpause begann sie 1983 die Arbeit mit demenziell erkrankten Menschen. Nicht erst seit ihrem Ruhestand 2002 hält sie Vorträge auf Fachkongressen und bietet Seminare zu dem Thema an. Zu ihren aktuellen Tätigkeitsschwerpunkten gehören außerdem die Beratung und Betreuung von Angehörigen, die aktive Arbeit in verschiedenen Alzheimer Gesellschaften und die Mitarbeit in der Deutschen Expertengruppe Demenz.

## Wirken
Zu Beginn der 1980er Jahre fand die Therapie von Demenzerkrankten noch nicht viel Aufmerksamkeit in der Öffentlichkeit. Gudrun Schaade war eine der Ersten, die sich mit der Förderung und Aktivierung dieser Menschen beschäftigte. Sie gilt als Wegbereiterin für Ergotherapeuten im Bereich Demenz und entwickelte ein Förderkonzept zur Behandlung von demenziell erkrankten Menschen. Dieses Konzept stellte sie 1997 auf dem 1. Alzheimer Kongress in Stuttgart vor. Sie greift auf bekannte neurologische Therapiekonzepte wie z. B. das Bobath-Konzept oder das Affolter-Modell, SI (Sensorische Integration) und Basale Stimulation zurück und passt sie an die Möglichkeiten der Patienten an. Wichtige Ressourcen sind dabei Rhythmusgefühl im Sinne einfacher, repetitiver Bewegungsabläufe wie z. B. Schunkeln.  Hier wird das vestibuläre System gefördert. Durch Klatschen wird die Koordination der Hände erreicht. Die Hände in der Therapie bei Demenzerkrankungen spielen eine wichtige Rolle, da sie im Endstadium meistens geschlossen werden und es zu  Kontrakturen kommt. Das Langzeitgedächtnis und die Körpereigenwahrnehmung müssen gefördert werden. Auf spielerische Weise sollen Ressourcen gefördert und Sicherheit vermittelt werden. Hierfür entwickelte Schaade ihre „Schaade-Therapiemappen“, deren Einsatz nicht nur kognitive Ressourcen ansprechen soll, sondern auch taktil-kinästhetische, bzw. propriozeptive Reize bietet. Seit 2005 beschäftigt sich Gudrun Schaade auch zunehmend mit dem Korsakow-Syndrom, einer irreversiblen Form der Gehirnschädigung durch Alkohol.

## Buchveröffentlichungen
- Schaade, Gudrun: Ergotherapie bei Demenzerkrankungen. Springer, 1998/2002/2004/2008/2012. 5. Auflage
- Schaade, Gudrun; Kubny-Lüke, Beate: Demenz. Alzheimer-Erkrankung. Ein Ratgeber für Angehörige und alle, die an Demenz erkrankte Menschen betreuen. Schulz-Kirchner, Idstein 2005.
- Schaade, Gudrun: Ergotherapeutische Behandlungsansätze bei Demenz und dem Korsakow-Syndrom. Springer 2009/2016. 2. Auflage
- Schaade, Gudrun: In Ergotherapie im Arbeitsfeld Geriatrie Kapitel über „Demenzerkrankung“ und ergotherapeutische Behandlung, Thieme, 2005.